# Staurogyne itatiaiae
Staurogyne itatiaiae là một loài thực vật có hoa trong họ Ô rô. Loài này được (Wawra) Leonard miêu tả khoa học đầu tiên năm 1937.